# あさぎり町立須恵小学校
あさぎり町立須恵小学校（あさぎりちょうりつ すえしょうがっこう）は、熊本県球磨郡あさぎり町須恵にある公立小学校。

## 概要
歴史
1874年（明治7年）に「覚井小学校」として創立。現校名になったのは2003年（平成15年）。2024年（令和6年）に創立150年を迎えた。
学校教育目標
「心やさしく気づく、考える、行動する児童の育成」
校章
中央に校名の頭文字である「須」の文字を配している。
校歌
1964年（昭和34年）制定。作詞は山田熊雄、作曲は松浦澄子による。歌詞は3番まであり、各番の歌詞中に校名の「須恵」が登場する。
通学区域
あさぎり町のうち、「覚井、屯所、阿蘇、寺池」。中学校区はあさぎり町立あさぎり中学校。

## 沿革
- 1874年（明治7年） 5月 - 須恵村字林の旧・藩役場を仮校舎として「覚井小学校」[2]が創立。
- 1875年（明治8年）9月 - 須恵村字北瀬の旧・郷倉跡に移転。
- 1879年（明治12年）3月 - 火災により校舎を焼失。覚井了玄院を仮校舎とする。
- 1880年（明治13年）7月 - 字丸尾（現在地）に校舎が完成（復旧）し、「公立須恵小学校」に改称。
- 1887年（明治20年）- 免田村と組合を組織し、「尋常免田小学校 須恵支校 」（分校）と改称。
- 1889年（明治22年）4月1日 - 町村制施行により、球磨郡「須恵村」が発足。「尋常須恵小学校」として独立。
- 1892年（明治25年）-「須恵尋常小学校」（尋常科4年）に改称。
- 1896年（明治29年）- 裁縫科を設置。
- 1907年（明治40年）4月 - 高等科（2年制）を併置の上、「須恵尋常高等小学校」（尋常科4年・高等科2年）に改称。
- 1908年（明治41年）4月 - 改正小学校令により、尋常科（義務教育年限）が4年制から6年制に改められる。従来の高等科1・2年を尋常科5・6年に改めるため、高等科を廃止の上、「須恵尋常小学校」（尋常科6年）に改称。
- 1917年（大正6年）
  - 4月 - 農業補習学校を併置。
  - 6月 - 校舎を改築。
- 1923年（大正12年）4月 - 高等科（2年制）を併置の上、「須恵尋常高等小学校」（尋常科6年・高等科2年）と改称。
- 1928年（昭和3年）11月 - 校舎を増築。
- 1941年（昭和16年）4月1日 - 国民学校令施行により、「球磨郡須恵村須恵国民学校」と改称。尋常科を初等科に改める。
- 1947年（昭和22年）4月1日 - 学制改革が行われる（六・三制の実施）。
  - 国民学校初等科は、新制小学校「須恵村立須恵小学校」に改組・改称。
  - 国民学校高等科は青年学校普通科とともに、新制中学校「須恵村立須恵中学校」に改組・改称。小学校に併設される。
- 1955年（昭和30年）9月 - 木造平屋建て校舎2棟（5教室）が完成。
- 1964年（昭和39年）11月 - 校歌を制定。
- 1965年（昭和40年）8月 - 台風により校門の大王松が倒れる。
- 1966年（昭和41年）7月 - 校旗が寄贈される。
- 1974年（昭和49年）11月 - 創立100周年記念式典を挙行。
- 1978年（昭和53年）7月 - 新校舎が完成。
- 1980年（昭和55年）3月 - 体育館が完成。
- 1998年（平成元年）12月 - プールが完成。
- 1991年（平成3年）9月 - 台風19号により本館および体育館の屋根に大きな被害を受ける。
- 2002年（平成14年）9月 - 校旗が寄贈される。
- 2003年（平成15年）4月1日 - 5町村合併に伴い、あさぎり町が発足。これにより、「あさぎり町立須恵小学校」（現校名）に改称。
- 2006年（平成18年）9月 - センター方式の給食を開始。
- 2007年（平成19年）8月 - 給食調理室を家庭科室へ改修。
- 2010年（平成22年）
  - 6月 - 学校ICT事業を実施。
  - 8月 - 太陽光発電を設置。
- 2012年（平成24年）4月 - あさぎり町立須恵中学校の閉校により、中学校区があさぎり町立あさぎり中学校に変更となる。
- 2015年（平成27年）9月 - 第1回校区合同運動会を開催。
- 2018年（平成30年）10月 - 台風の強風により、校庭の大王松が倒れる。
- 2020年（令和2年）2月 - 校庭に卒業記念樹として大王松を植樹。

## 交通アクセス
最寄りの幹線道路
- 熊本県道33号人吉水上線

## 周辺
- 旧あさぎり町立須恵中学校跡（現・あさぎりクリケットファーム）
- あさぎり町須恵文化ホール
- 須恵保育所
- 須恵簡易郵便局
- あさぎり神社
- JAくま 福祉の里木綿葉
- 球磨川